# Hendrik Cool
Hendrik Cool (Amsterdam, 7 augustus 1905 – aldaar, 28 maart 1957) was een Nederlandse burgemeester tijdens de Tweede Wereldoorlog voor de NSB.

## Leven en werk
Cool was een zoon van de cargadoor Willem Nicolaas Cool (1856-1928). Hij vertrok na zijn opleiding aan de Middelbare Koloniale Landbouwschool Deventer naar Nederlands-Indië. In 1933 keerde hij terug naar Nederland. In 1936 vestigde zich als landbouwer in het Drentse Witteveen. Cool was lid van Landbouw en Maatschappij, een aan de NSB verwante boerenorganisatie. Cool werd eveneens lid van de NSB. Na een mislukte sollicitatie voor het burgemeesterschap van Westerbork werd hij in 1941 benoemd tot burgemeester van Gieten als vervanger van burgemeester Nijenhuis, die door de bezetter gevangen was gezet. Cool was verantwoordelijk voor de deportatie van de Joodse burgers van Gieten. In mei 1943 werd Cool burgemeester van de gemeente Beilen. Tot de benoeming van zijn opvolger in oktober 1943 bleef hij waarnemend burgemeester van Gieten. In Beilen was hij verantwoordelijk voor de arrestatie van de schrijver Anne de Vries.
Cool werd in 1947 veroordeeld tot acht jaar gevangenisstraf vanwege het arresteren van onderduikers tijdens de Tweede Wereldoorlog. Zijn echtgenote, Joukje Alida van Leenhoff, werd als kringleidster en propagandiste van de Nationaal-Socialistische Vrouwenorganisatie (NSVO) veroordeeld tot drie en een half jaar gevangenisstraf. Cool kwam in 1951 vrij op basis van een algemene amnestieregeling.  Hij keerde terug naar zijn geboortestad Amsterdam waar hij in maart 1957 op 51-jarige leeftijd overleed.